# U 79
U 79 byla německá ponorka typu VIIC postavena v průběhu druhé světové války pro německé válečné námořnictvo.

## Konstrukce
Typ VIIC byla delší a těžší než předchozí ponorky typu VIIB. Na hladině měla výtlak 769 t, při ponoření 871 t. Ponor byl 4,7 m, výška 9,6 m. Pohon tvořily dva šesti válcové dieselové motory MAN M 6 V 40/46 o celkovém výkonu 2 800–3 200 hp (2 100–2 400 kW) k pohonu na hladině a dobíjení baterií (2 × 62 o celkové hmotnosti 61,996 t). K plavbě pod vodu sloužily dva elektromotory Brown, Boveri & Cie GG UB 720/8 o celkovém výkonu 750 hp (550 kW). Dvě lodní hřídele poháněly ponorku pomocí lodních šroubů o průměru 1,23 m. Mohla se potopit a plout v hloubce 100 m (konstrukční hloubka), případně v hloubce 165 m, maximálně až do 230 m pod hladinu moře. Rychlost ponoru byla 25–30 sekund. Její maximální rychlost byla 18,2 uzlů (33,7 km/h) na hladině a 7,3 uzlů (13,5 km/h) pod hladinou. Dosah byl 8 500 nm (15 700 km) při rychlosti 10 uzlů (19 km/h), pod vodou při rychlosti 4 uzly (7,4 km/h) urazila 80 nm (150 km).

## Historie služby
Ponorka U 79 byla objednána 25. ledna 1939 v loděnicích Vegesacker Werft (Bremer Vulkan) v Bremen-Vegesack pod výrobním číslem 007. Výroba byla zahájená položením kýlu 17. dubna 1940. Na vodu byla spuštěna 25. ledna 1941. Do služby byla zařazena 13. března 1941 po velením námořního kapitána Wolfganga Kaufmanna. Ponorka měla na věži znak patronátního města Würzburgu.
Od 13. března do 30. června 1941 patřila 1. ponorkové flotile v Kielu jako cvičná ponorka. Od 1. července 1941 do 30. září 1941 patřila jako bojové plavidlo 1. ponorkové flotile v Brestu. Od 1. října až do svého potopení 23. prosince 1941 jako bojové plavidlo patřila k 23. ponorkové flotile v Salamis.

## Bojové plavby
Ponorka U 79 během své služby absolvovala šest bojových plaveb a potopila dvě lodě o celkové tonáži 2 983 BRT a poškodila jednu loď o tonáži 10 356 BRT a vážně poškodila dělový člun o tonáži 625 BRT.

### První bojová plavba
Ponorka U 79 vyplula 5. června 1941 na první bojovou plavbu z Kielu a 5. července 1941 doplula na ponorkovou základnu v Lorient. Během třiceti jedno denní bojové plavby v operačním prostoru v severní části Atlantského oceánu potopila jednu loď o celkové tonáži 1 524 BRT a poškodila jednu loď o výtlaku 10 356 BRT.
Norský parník Havtor byl potopen torpédem a dělostřeleckou palbou. Byl zatížen balastem a pul z Reykjavíku do Pictou v Novém Skotsku. Zahynulo šest osob a 14 osob přežilo. Nizozemský tanker Tibia byl poškozen jedním torpédem. Vezl náklad nafty Curaҫaa a Bermud do Old Kilpatricku ve Skotsku.
| datum           | jméno  | příslušnost | tonáž [BRT] | konvoj |             | zdroj |
| --------------- | ------ | ----------- | ----------- | ------ | ----------- | ----- |
| 11. června 1941 | Havtor | Norsko      | 1 524       |        | torpédována | [ 5 ] |
| 27. června 1941 | Tibia  | Nizozemsko  | 10 356      | HX-113 | poškozena   | [ 5 ] |

### Druhá bojová plavba
Na druhou plavbu ponorka U 79 vyplula 21. července 1941 z ponorkové základny v Lorientu a 16. srpna 1941 se vrátila zpět. Během dvaceti šesti denní plavby v operačním prostoru v severním Atlantiku a západně od pobřeží Španělska, kde se sedmi dalšími ponorkami napadla konvoj OG-69 a potopila jednu loď o celkové tonáži 1 475 BRT.
Britský parník Kellwyn byl potopen třemi torpédy. Převážel 2 806 t uhlí z Glasgow do Lisabonu. Zahynulo 15 osob, 16 osob přežilo.
Poblíž portugalského pobřeží byla 12. srpna napadena hlubinnými pumami eskortou konvoje.
| datum             | jméno   | příslušnost | tonáž [BRT] | konvoj |             | zdroj |
| ----------------- | ------- | ----------- | ----------- | ------ | ----------- | ----- |
| 27. července 1941 | Kellwyn | VB          | 1 475       | OG-69  | torpédována | [ 5 ] |

### Třetí bojová plavba
Na třetí bojovou plavbu ponorka U 79 vyplula 14. září 1941 z ponorkové základny v Lorientu a 18. září 1941 se vrátila zpět pro nemoc velitele. Během čtyř denní plavby v operačním prostoru v Biskajském zálivu nebyla potopena ani poškozena žádná loď.

### Čtvrtá bojová plavba
Na čtvrtou bojovou plavbu ponorka U 79 vyplula 28. září 1941 a 23. října 1941 doplula do Salamis. Během dvaceti šesti denní plavby proplula 5. října 1941 Gibraltarským průlivem a operovala ve východní části Středozemního moře.
Potopila dělový člun HMS Gnat dvěma torpédy. Ten byl vyproštěn, odtažen a zakotven v Alexandrii, kde sloužil jako protivzdušná dělostřelecká baterie. Byl vyřazen ze seznamu válečných lodí.
| datum          | jméno    | příslušnost | tonáž [BRT] | konvoj |          | zdroj |
| -------------- | -------- | ----------- | ----------- | ------ | -------- | ----- |
| 21. října 1941 | HMS Gnat | VB          | 625         |        | poškozen | [ 5 ] |

### Pátá bojová plavba
Na pátou bojovou plavbu ponorka U 79 vyplula 29. listopadu 1941 ze Salamis a vrátila se zpět 8. prosince 1941. Během devíti denní plavby operovala u pobřeží Kyrenaika a Tobruku a nebyla potopena ani poškozena žádná loď.

## Zánik
Na šestou bojovou plavbu ponorka U 79 vyplula 21. prosince 1941 a byla potopena 23. prosince 1941 hlubinnými pumami, které odpálily britské torpédoborce HMS Hasty a HMS Hotspur ve Středozemním moři severně od Sallum. Celá posádka (44 mužů) útok přežila a byla zajata.

## Velitelé
| velení | velení        | velitel                  | poznámka |
| od | do            | velitel                  | poznámka |
| --- | ------------- | ------------------------ | -------- |
| 13. března 1941 | 6. února 1942 | Kptlt. Wolfgang Kaufmann |          |
| Zdroj: |               |                          |          |
| Kptlt. – Kapitanleutnant (námořní kapitán), Oblt – Oberleutnant zur See (námořní poručík), Lt – Leutnant zur See (námořní podporučík), Kkpt – Korvettenkapitän (korvetní kapitán) |               |                          |          |

## Vlčí smečky
Ponorka U 79 se zúčastnila jedné vlčí smečky:
- Goeben (28. září 1941 – 5. října 1941)[9]